# Museo Internacional del Ovni

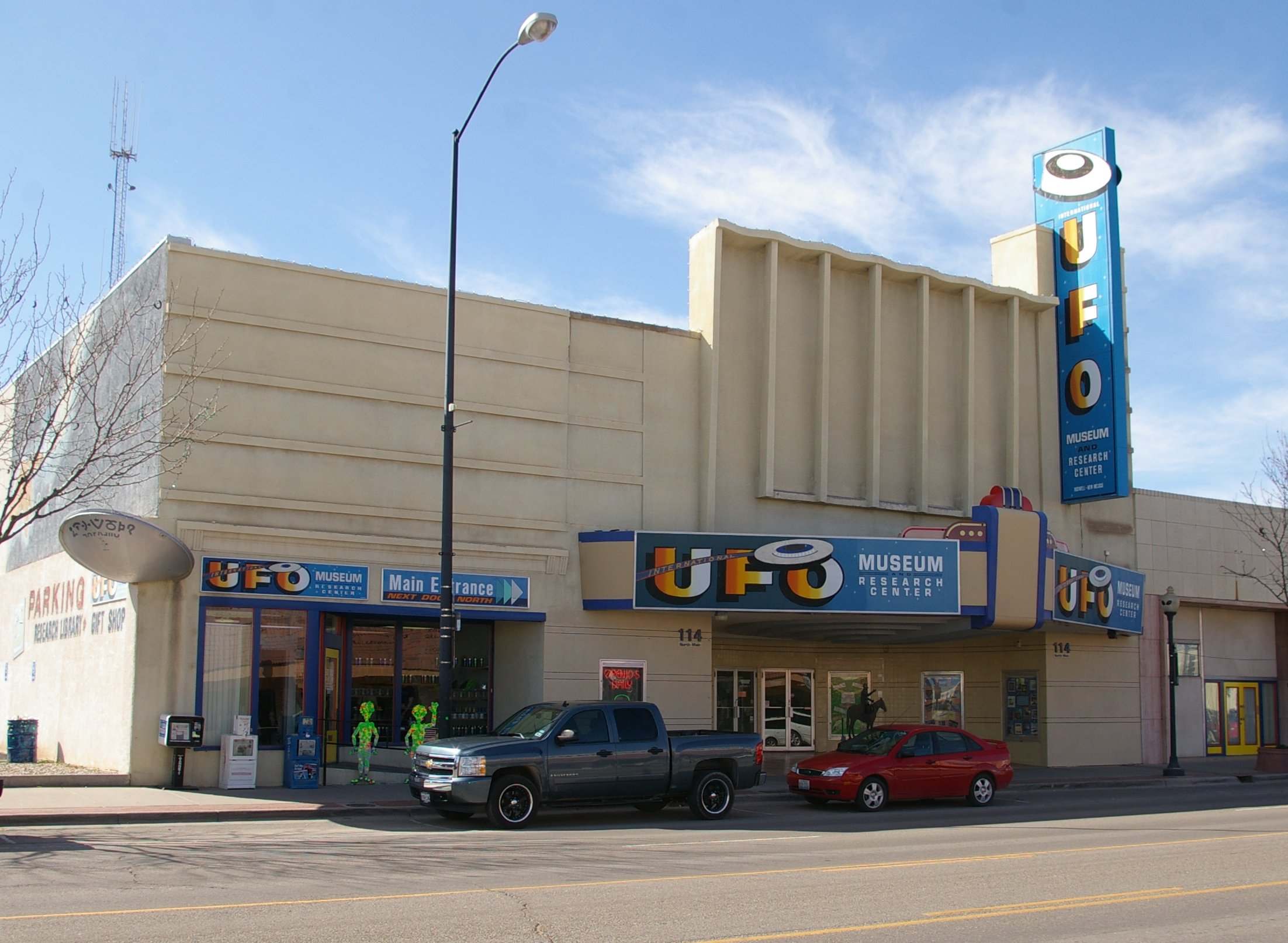
Museo del OVNI en Roswell.

El Museo Internacional del Ovni (International UFO Museum And Research Center) está situado en el antiguo teatro de Roswell (Nuevo México, Estados Unidos). 
El museo se fundó en 1991 para ofrecer información sobre extraterrestres, platillos voladores, el fenómeno de los ovnis, las abducciones y para poder explicar con todo lujo de detalles el incidente de Roswell.
Hay un apartado especial del museo dedicado a  imágenes de círculos en los campos de cultivo, hechos supuestamente por extraterrestres. También hay una librería en la que los visitantes pueden consultar toda la bibliografía que existe sobre estos temas.
El museo también tiene una tienda de regalos con recuerdos inspirados en los ovnis y los extraterrestres. 